# 灵山镇 (罗山县)
灵山镇是河南省罗山县下辖的一个镇，位于信阳市东南方向，距罗山县城52公里。境内有灵山风景区。